# فيلوستيفانوس
فيلوستيفانوس القوريني (Philostephanus Cyrenaeus) ( اليونانية القديمة : Φιлοστέφανος) كان كاتبًا هلنستيًا من شمال إفريقيا، وكان تلميذًا للشاعر كاليماخوس في الإسكندرية وعمل هناك بلا شك خلال القرن الثالث قبل الميلاد.
فُقد تاريخه عن قبرص، دي سيبرو، الذي كتبه في عهد بطليموس فيلوباتور (222 – 206 قبل الميلاد)، لكنه كان معروفًا لاثنين على الأقل من الكتاب المسيحيين، هما كليمندس السكندري  وأرنوبيوس. وقد احتوى على رواية لقصة بيجماليون الأسطوري القبرصي الذي شكل صورة عبادة للإلهة اليونانية أفروديت التي ظهرت إلى الحياة. اعتمد أوفيد على رواية فيلوستيفانوس في نسخته الدرامية والموسعة في كتابه التحولات، والتي من خلالها انتقلت أسطورة بجماليون  إلى عالم العصور الوسطى والعالم الحديث. 
يبدو أن الملاحظات المتعلقة بقبرص جاءت من كتاب أكبر بعنوان "في الجزر". تشير الاقتباسات المختصرة المتفرقة لفيلوستيفانوس في الجزر أيضًا إلى صقلية، وكالوريا قبالة ساحل تروزين وستريم، قبالة الساحل التراقي. يقدم كتاب التاريخ الطبيعي لبليني فيلوستيفانوس كمصدر للتأكيد على أن جيسون كان أول من خرج إلى البحر في سفينة طويلة.
الأعمال الأخرى لفيلوستيفانوس التي تم الاستشهاد بها في المقاطع الباقية من مؤلفين آخرين كانت أعمال مدن آسيا، وفي سيلين، وإبيروتيكا ("في إبيروس ")، وفي الأنهار الرائعة  حول الاختراعات .
نُشرت أجزاء فيلوستيفانوس، التي نجت من اقتباسات من مؤلفين آخرين، في Karl Wilhelm Ludwig Müller et al, Fragmenta Historicorum Graecorum .
وكان فيلوستيفانوس الآخر شاعرًا كوميديًا لا يُعرف عنه سوى القليل.